# 연천고등학교
연천고등학교(漣川高等學校)는 대한민국 경기도 연천군 연천읍 현가리에 위치한 공립 고등학교이다.

## 학교 연혁
- 1926년 : 연천실업(보습)학교 개교(일제 치하)
- 1945년 8월 15일 : 양잠지도원 양성소(일제 치하) (1945.08.15. 이전)
- 1950년 6월 25일 : 연천잠업기술학교(북한 치하) (1950.06.25. 이전)
- 1956년 2월 28일 : 연천중학교 설립 인가(3학급)
- 1958년 4월 29일 : 연천고등학교 설립인가(6학급)
- 1958년 4월 29일 : 연천고등학교 개교(기념일 4월 6일)
- 1958년 4월 29일 : 연천중학교를 병설로 변경
- 1958년 4월 29일 : 연천고등학교 초대 교장 이희재 선생 취임
- 1961년 2월 9일 : 제1회 졸업(9명)
- 1964년 1월 10일 : 연천농업고등학교로 교명 및 학과 변경(농업 1, 농가정 1)
- 1969년 11월 11일 : 연천실업고등학교로 교명 및 학과 변경(농업 1, 상업 1)
- 1970년 10월 30일 : 본관 교사 신축(3층)
- 1982년 4월 21일 : 본관 24실 완공
- 1993년 3월 1일 : 연천종합고등학교로 교명 및 학과 변경(보통 1, 농업기계 1, 상업 2)
- 1994년 11월 17일 : 체육관 건립
- 2002년 5월 24일 : 후관 교사동(도서관, 상업계 실습실 등) 건립
- 2003년 3월 1일 : 연천고등학교로 교명 및 학과 변경(보통 2, 인터넷정보 2, 산업기계 1)
- 2005년 12월 30일 : 군자관(기숙사) 건립
- 2007년 3월 1일 : 특수학급 설치(1학급)
- 2007년 3월 1일 : 특수학급 증치(통합 1, 재택 1)
- 2011년 12월 15일 : 급식실 신축
- 2020년 3월 1일 : 제24대 교장 양창실 취임
- 2021년 1월 8일 : 제61회 졸업(52명, 연인원 7,365명)
- 2021년 3월 1일 : 학칙 개정(일반계 2, 스마트팜산업과 1, 스마트S/W컨텐츠과 1)
- 2021년 3월 2일 : 제64회 신입생 입학

## 설치 학과
- 산업기계과
- 인터넷정보과

## 참고 자료
- 연천고등학교 - 한국교육학술정보원 학교알리미